# Phôi thai học

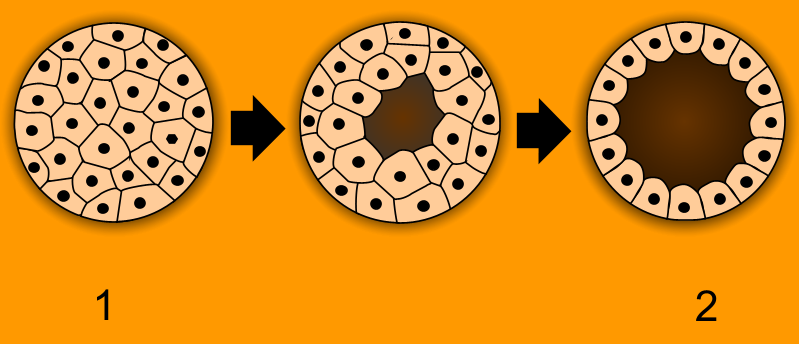
1 - phôi dâu, 2 - phôi nang

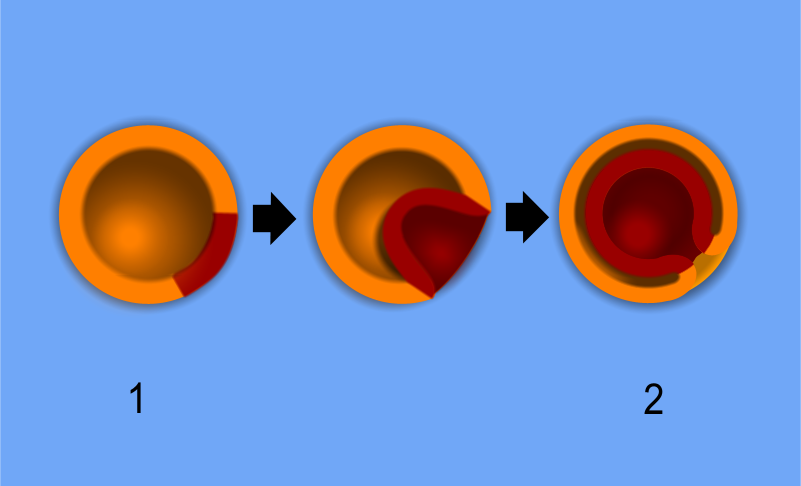
1 - blastula, 2 - gastrula with blastopore; orange - ectoderm, red - endoderm

Phôi thai học là một phân ngành của sinh học nghiên cứu về sự phát triển trước khi sinh ra của giao tử (tế bào giới tính), thụ tinh, và sự phát triển của phôi và bào thai. Thêm nữa, phôi thai học bao gồm cả việc nghiên cứu những rối loạn bẩm sinh xảy ra trước khi sinh, còn được biết đến là quái thai học.
Phôi thai học có một lịch sử lâu dài. Aristotle đề xuất thuyết biểu sinh mà hiện nay được chấp nhận, rằng sinh vật phát triển từ hạt hoặc trứng trong một chuỗi các bước. Tuy nhiên học thuyết đối lập, thuyết tiên thành, theo đó sinh vật phát triển từ một phiên bản tý hon đã tồn tại trước của chính nó, lại giữ vị thế thống trị mãi cho đến thế kỷ XVIII. Phôi thai học hiện đại phát triển từ các công trình của von Baer, mặc dù các quan sát chính xác đã được thực hiện tại Ý bởi các nhà giải phẫu học như Aldrovandi và Leonardo da Vinci vào thời Phục Hưng.

## Phát triển phôi ở động vật
Sau giai đoạn phân cắt, các tế bào đã phân cắt, hay còn gọi là phôi dâu, trở thành một quả bóng rỗng, hay phôi nang, thứ phát triển tạo ra một cái lỗ ở một đầu.

#### Ở người
Con người là động vật đối xứng hai bên và động vật miệng thứ sinh.
Ở người, thuật ngữ phôi ám chỉ quả bóng tế bào đã phân chí từ thời điểm hợp tử tự cấy chính nó vào thành tử cung vào cuối tuần tám sau thụ thai. Sau tuần tám sau khi thụ thai (tuần mười của thai kỳ), đứa trẻ đang phát triển vào lúc đó được gọi là bào thai.